# Frank Schmitt (Handballspieler)
Frank Schmitt (* 17. Februar 1968) ist ein deutscher Handballtrainer und ehemaliger Handballspieler, der zumeist als linker und mittlerer Rückraumspieler eingesetzt wurde.
Der 1,86 m große und 84 kg schwere Rechtshänder begann mit dem Handballspiel bei der SG Leutershausen, mit der er auch in der Bundesliga debütierte. Nach seinem Wechsel  zum TV Niederwürzbach wurde er 1992/93 Vize-Meister. 1995 schloss er sich dem TuS Nettelstedt an. Nach 172 Bundesligaspielen und 492 Toren ging er 1996 zum TV Hemsbach, bei dem er bis 2001 blieb. Anschließend spielte er für die SG Heddesheim, bei der er ab 2003 auch Trainer wurde. 2006 wurde er Spielertrainer beim Kreisligisten TV Friedrichsfeld, den er bis 2011 in die Badenliga führte. Ab der Rückrunde 2011/12 bis zum Februar 2018 war er Trainer beim TSV Amicitia 1906/09 Viernheim. Ab der Saison 2018/19 bis zum März 2021 trainierte Schmitt die SG Leutershausen. Ab dem Sommer 2021 bis zum Dezember 2021 betreute er die HG Oftersheim/Schwetzingen.
In der deutschen Nationalmannschaft debütierte Frank Schmitt im Sommer 1993 und stand im Kader für die Europameisterschaft 1994, bei der der neunte Platz erreicht wurde. Schmitt warf in 15 Länderspielen 14 Tore.